# Museo de la Técnica de Manresa
El Museo del Agua y el Textil ocupa los espacios de los Depósitos Viejos que recogían y almacenaban el agua de la acequia en la ciudad de Manresa (Barcelona). El recinto cuenta con tres grandes depósitos de piedra, construidos entre los años 1861 y 1865, que ahora están completamente restaurados y que acogen una sala polivalente y dos exposiciones permanentes, una dedicada a la Acequia de Manresa y otra al mundo de la cintería.

## Edificio

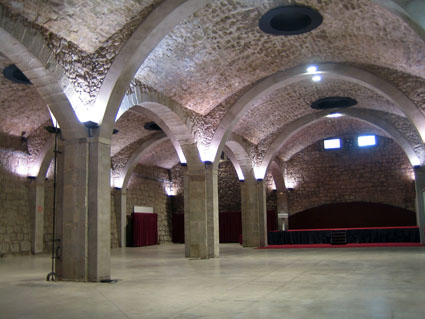
Museo del Agua y el Textil

El Museo del Agua y el Textil de Manresa está situado donde antiguamente se encontraban los depósitos viejos de Manresa, lugar donde se recogían y se almacenaban 12.000 m³ de agua provenientes de la Acequia y que fueron construidos por el maestro de obras Marià Potó y proyectados por el ingeniero Enrique León, entre 1861 y 1865. Este edificio está formado por tres depósitos idénticos e independientes, cada uno de los cuales tiene 19,78 metros de anchura y 8,50 metros de altura. La cubierta de cada uno de los depósitos está formada por dos bóvedas de piedra que descansan sobre los muros perimetrales y una hilera de arcos y pilares central.
Hasta 1980 suministraba agua a las partes bajas de la ciudad. En 1991 se restauró el edificio con motivo del 125.º aniversario de Caja Manresa.
El edificio fue construido para poder disponer de una reserva de agua que pudiera hacer frente a un eventual corte de la Acequia (canal que desde el siglo XIV conduce agua del Llobregat a la ciudad de Manresa). Esta construcción, además, estaba vinculada a la primera red de distribución de agua para toda la ciudad a través de tuberías de plomo.
El coste de la construcción de estos depósitos se puede cifrar en unos 70.000 duros y una parte importante de esta suma se obtuvo por medio de la emisión de las primeras plumas de agua de propiedad. Cada pluma equivalía a 2.468 litros por día y en esta primera emisión cada pluma costaba 100 duros.
Con la construcción de estos depósitos en la partida de la Cruz Guixera, una zona que en aquellos momentos quedaba relativamente alejada del núcleo urbano, y con la ampliación de la red de distribución por tuberías de plomo, ya se pudo hacer llegar el agua directamente a muchas de las casas de Manresa.
El importante crecimiento de la ciudad durante el último tercio del siglo XIX, juntamente con el aumento de la demanda de conexión a la red de distribución por parte de muchos ciudadanos, hizo que pronto estos depósitos quedasen pequeños. Por ello, entre 1884 y 1888 se construyeron unos nuevos depósitos de mayor capacidad en la partida de Can Font. 
Desde el momento mismo de entrada en funcionamiento de estos nuevos depósitos, los de la Cruz Guixera empezaron a ser denominados los depósitos viejos.

## El Museo del Agua y el Textil

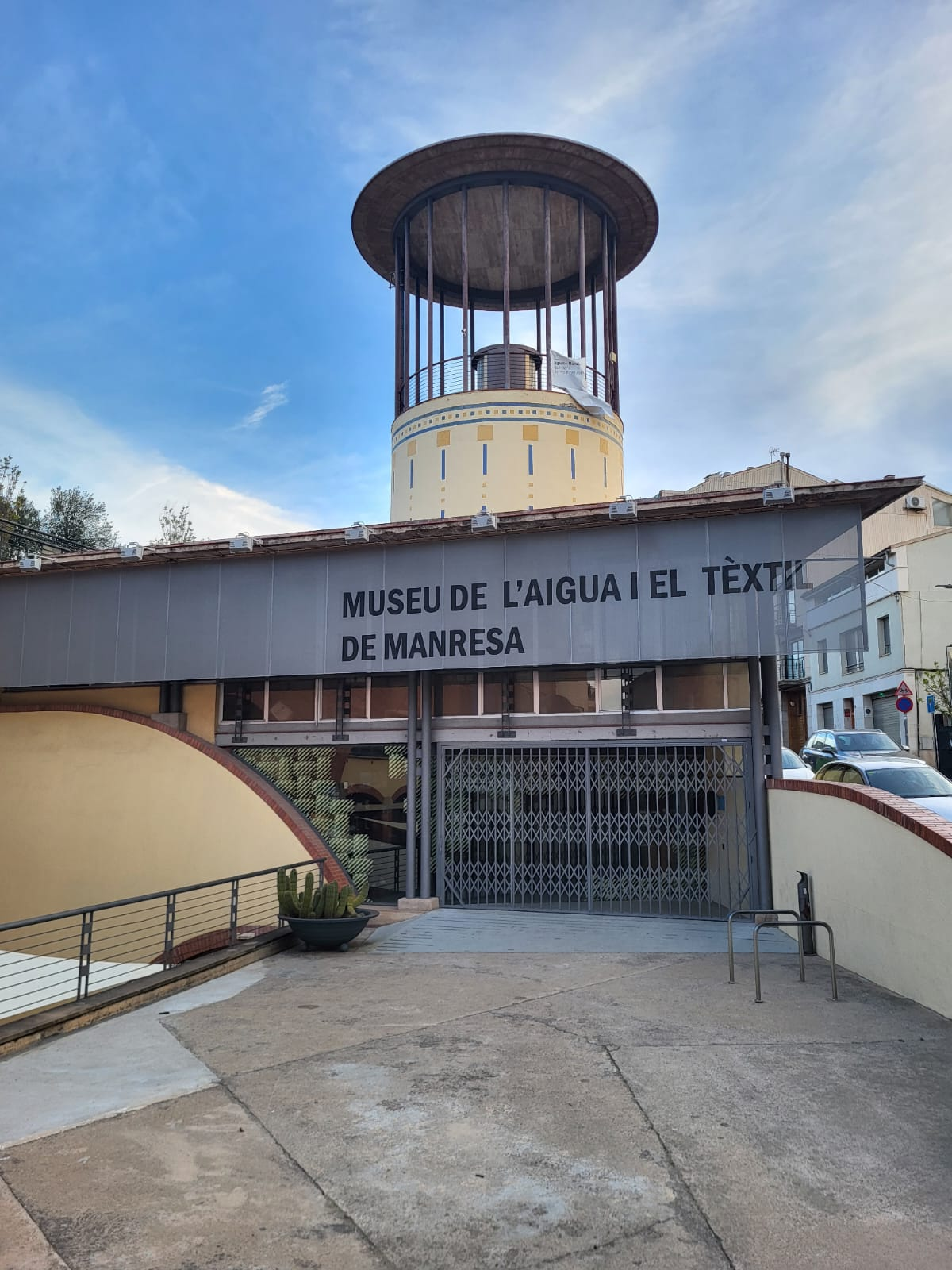
Museo del Agua y el Textil de Manresa

El Museo se fundó en 1993 por iniciativa de la empresa municipal Aigües de Manresa S.A., el Ayuntamiento de Manresa y el Museo de la Ciencia y de la Técnica de Cataluña, y cuenta con la destacada colaboración del Gremio de Cinteros de Cataluña.
Desde 1992 forma parte del Sistema de Museos de Ciencia y Técnica de Cataluña, y desde el 26 de noviembre de 2004, cuando se inauguró la exposición permanente relacionada con el agua, está integrado en el Conjunto del Parque Patrimonial de la Acequia de Manresa. Su misión dentro del Sistema es explicar la industria de la cintería y la historia de la acequia.
El Museo también forma parte de la XATIC, la Red de Turismo Industrial de Cataluña, que está formada por 20 municipios de gran diversidad que, situados per toda la geografía catalana, tienen en común un importante y variado legado industrial que permite conocer a fondo la revolución industrial en nuestro país y, con ella, la transformación del territorio y de la sociedad de la Cataluña contemporánea. El objetivo de esta red de municipios es generar una línea de actuación común como instrumento de proyección, de atracción de visitantes y de creación de actividad económica y cultural en torno al turismo industrial.
El Museo de la Técnica de Manresa quiere destacar los principales rasgos de la historia económica de la ciudad, aquello que la ha llevado a tener una identidad diferenciada del resto del país. Los dos hechos fundamentales de la historia económica de Manresa son:
- La Acequia (constrüída en el siglo XIV) como fuente de abastecimiento de agua capaz de hacer crecer la producción agrícola y la ciudad desde la Edad Media, y que nos diferencia como comunidad del resto de la Cataluña Central, ya que este canal convierte en regadío un terreno situado en medio de secano.
- La Industrialización, ejemplificada en un sector muy propio de la ciudad, el mundo de La Cintería, especialmente de los talleres de cintas, que da personalidad a la industria manresana y la sitúa, aún hoy en día, como centro especialitzado dentro del mercado español e internacional.

## Las exposiciones permanentes

### La Acequia y el Agua

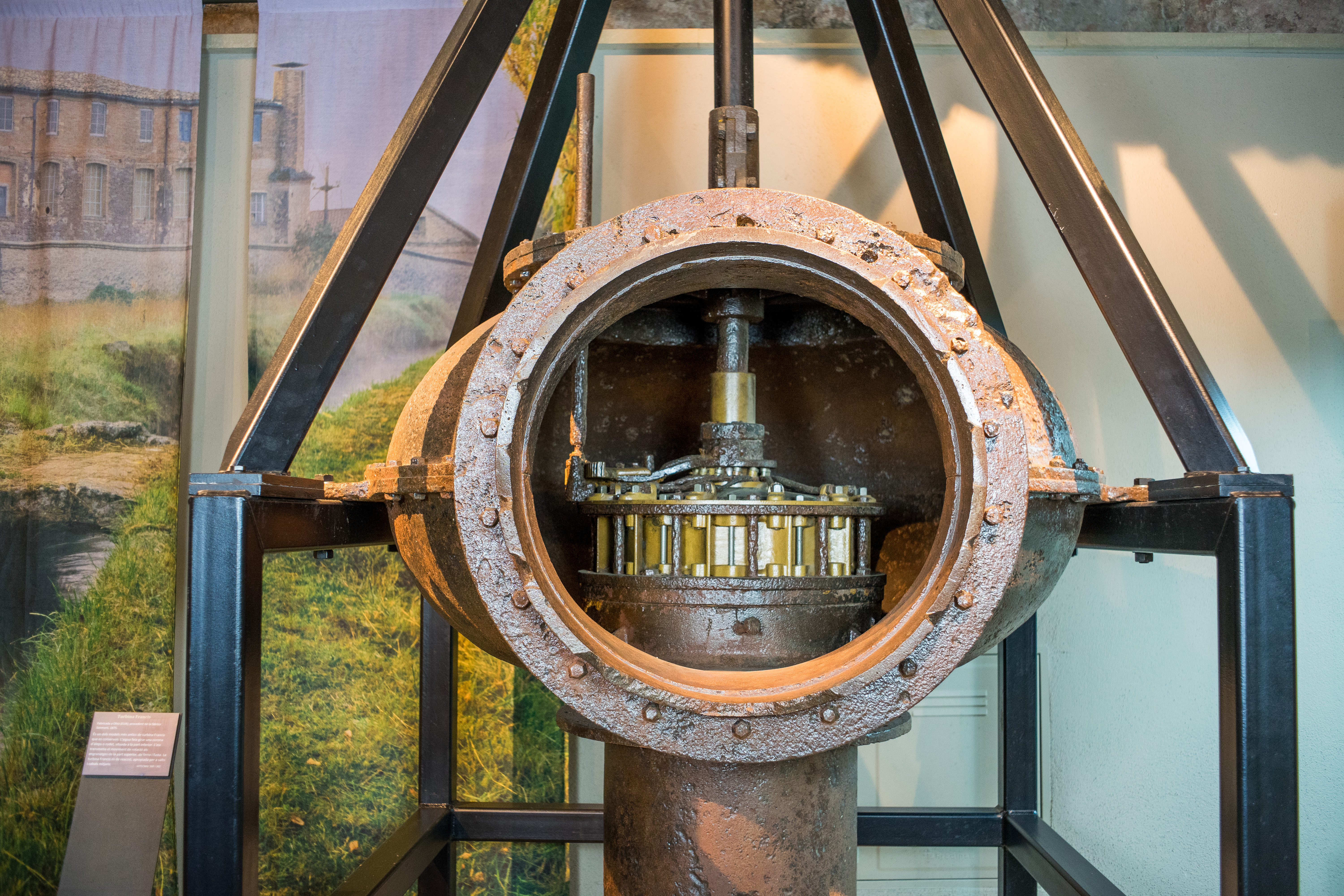
Turbina Francis. Exposición "La Acequia y el agua"

En este espacio, hay un montaje expositivo que explica la gran obra de la Acequia desde una perspectiva histórica, como gran obra de ingeniería medieval, y donde se ponen de manifiesto las grandes ventajas que comportó esta magna obra para Manresa y la Plana del Bagés.
Este montaje se basa de manera importante en las piezas expuestas, que aportan autenticidad y prestigio. En contraste, el Centro de Visitantes del Parque de la Acequia tiene un montaje más virtual, basado en recursos tecnológicos con el objetivo de motivar al visitante a descubrir la Acequia.
Entre los elementos más destacados cabe citar el módulo hidrométrico de 1859 (un mecanismo que servía para regular el caudal de agua que pasa por la Acequia), que se expone en un montaje bastante espectacular de unos 4 metros de altura. También son muy representativos los bagants (compuertas para el desagüe de la Acequia) y los ullals (compuertas que dan paso al agua hacia los riegos de los huertos).

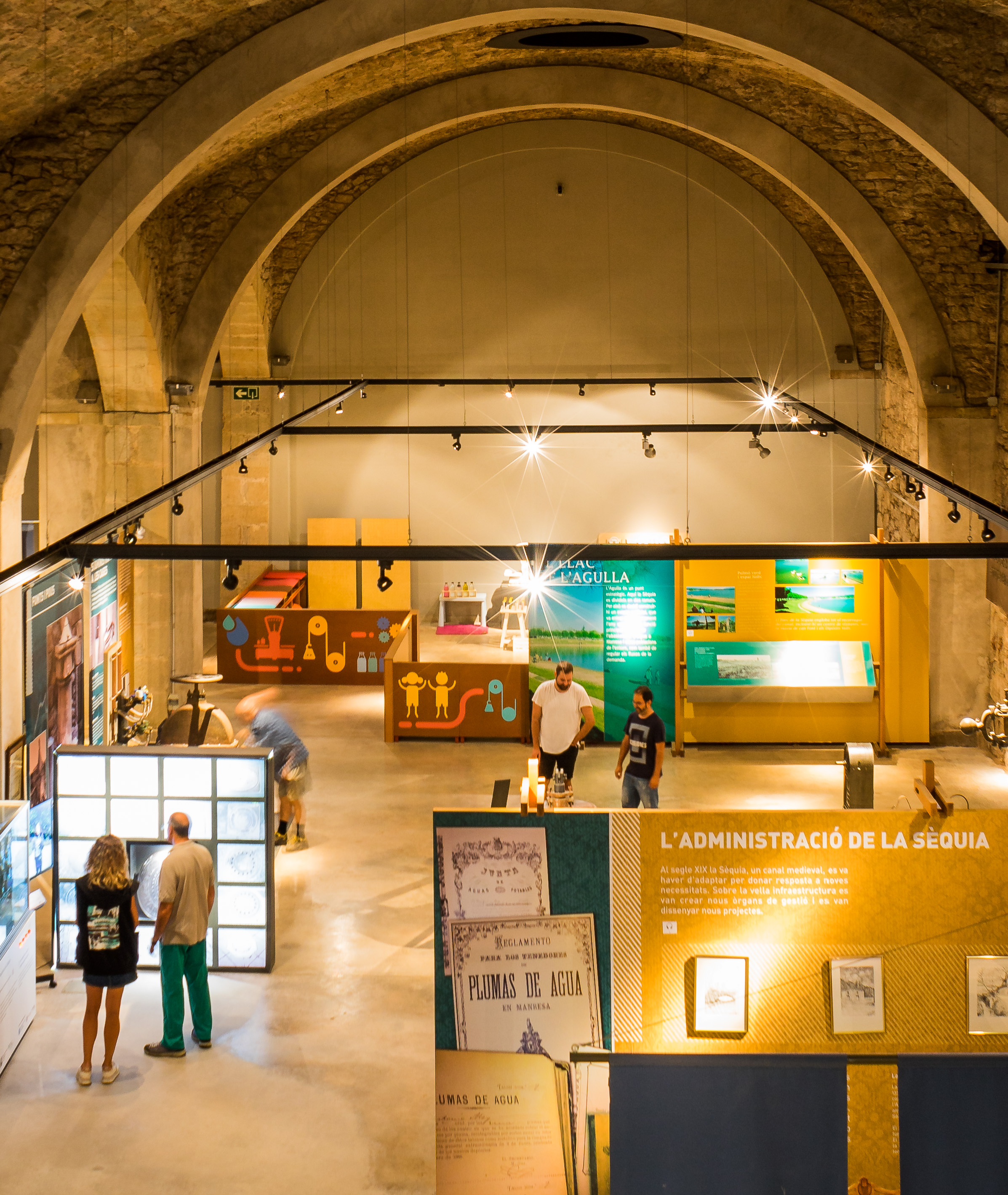
Sala de exposición “La Acequia y el agua”

Estos últimos constan también de un montaje que muestra tres tipos de ullals de tres épocas diferentes. Otro elemento curioso es la trompa (un aparato que utilizan los campesinos de fuera de Manresa para captar agua de la Acequia de manera furtiva, ya que solo los manresanos disfrutan de este derecho). Y también es destacable una turbina Francis (del año 1875) de grandes dimensiones, procedente de la antigua fábrica Sanmartí, actualmente sede de Aigües de Manresa.
Se hacen visitas guiadas todos los fines de semana y festivos a las 11 de la mañana.

### La Cintería

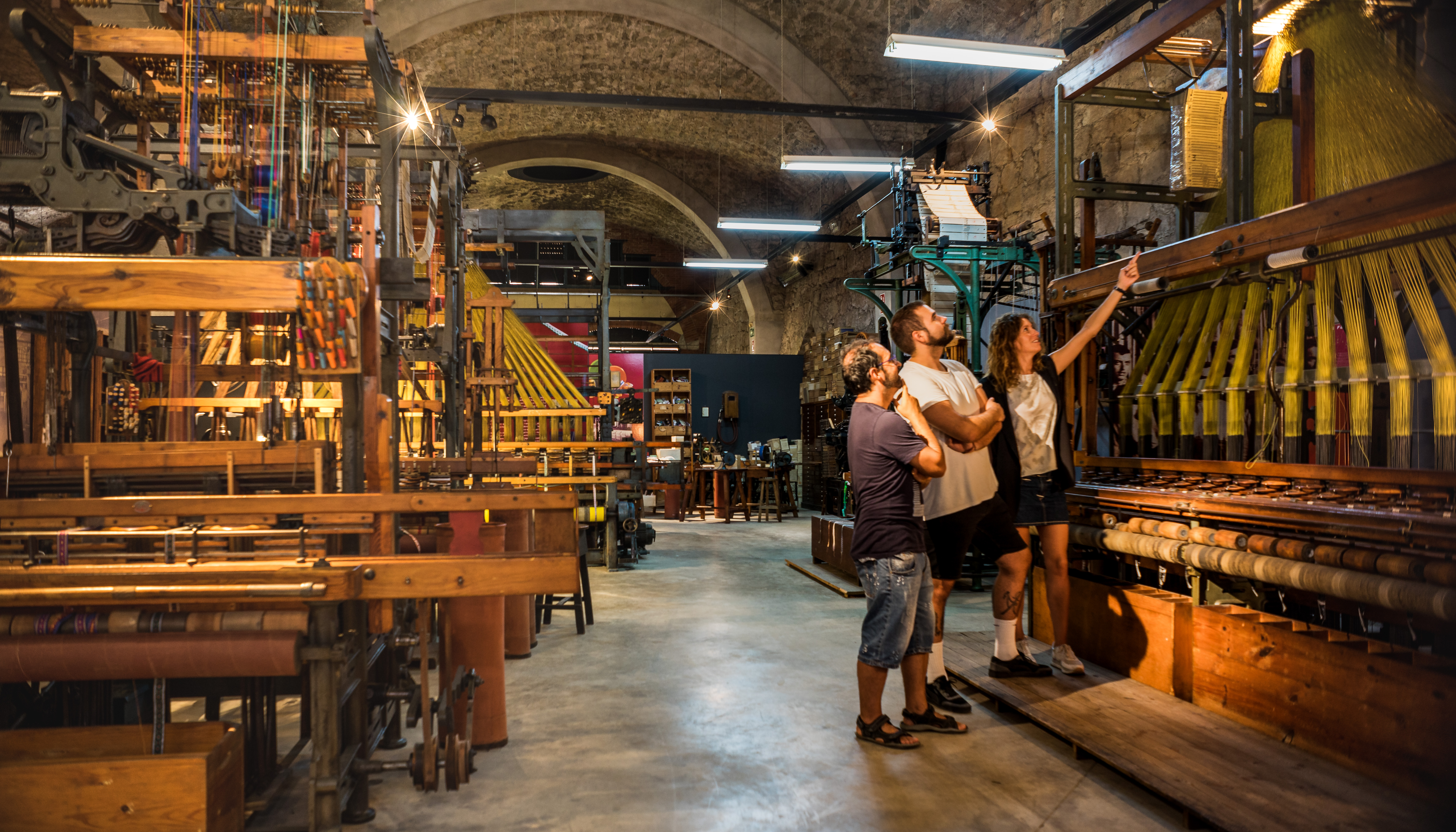
Sala "La Fábrica" MAT

Manresa fue y todavía es la capital de la cintería en Cataluña y España.
Esta muestra permite hacerse una idea completa del mundo de la cintería, que incluye una gran variedad de productos que se aplican a piezas de textil: cintas y todo tipo de productos textiles llamados complementarios, como galones militares, borlas, etc.
El Museo de la Cintería parte de una colección de piezas amplia y exhaustiva, que es una buena representación de los diversos procesos históricos de producción de cintas. Debe destacarse la cesión en depósito de la colección Grobelastic-Magí Borrell i Portabella, de Arenys de Munt, así como la estrecha colaboración, por lo que respecta también a donaciones y a puesta a punto de las máquinas, del Gremio de Cinteros de Cataluña. La exposición ha sido impulsada por el patronato del Museo de la Técnica de Manresa, formado por el Ayuntamiento, el Gremio de Cinteros de Cataluña, Caja Manresa, Aguas de Manresa y el Museo de la Ciencia y de la Técnica de Cataluña. Con esta exposición se completa la oferta cultural del Museo de la Técnica de Manresa, que forma parte del Sistema del Museu Nacional de la Ciencia y la Técnica de Cataluña (Sistema Territorial del mNACTEC), así como del conjunto de equipamientos lúdicos, culturales y educativos del Parque de la Acequia.

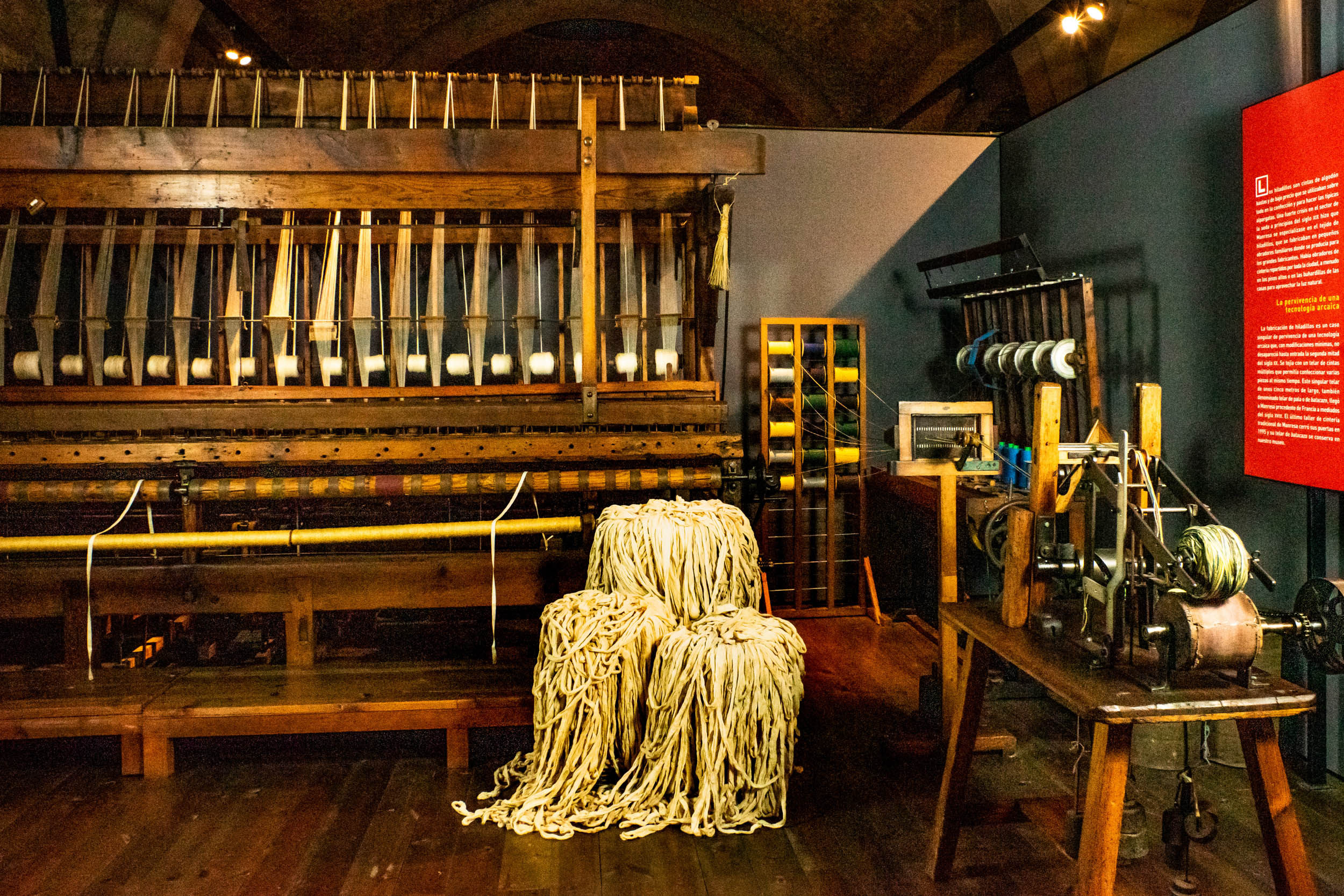
Telar de remo del. Conjunto de ordidor manual, del

La exposición muestra más de setenta piezas diversas relacionadas con el mundo de la confección de las cintas, de entre las que destacan diversos tipos de maquinaria textil, así como otros elementos relacionados con este mundo. La muestra se divide en cinco ámbitos, en cada uno de los cuales se ha realizado una ambientación histórica y consta de diversos paneles informativos. Así pues, la exposición permite vivir la evolución que se ha experimentado desde los talleres emplazados en las viviendas artesanas, hasta la fábrica moderna productora de cintas.
Los ámbitos en que se divide la exposición son:
- La seda
- La pasamanería
- Los trenzados
- La fábrica de cintas
- La cintería en el siglo XXI

## Piezas, información y escenografía para crear unos espacios sugestivos
La exposición se estructura como un itinerario por los diferentes ámbitos de producción de la cintería, con una ordenación cronológica. Desde la seda, como tradición donde arraiga la cintería, hasta la cintería del siglo XXI, la exposición abre diferentes ámbitos donde la información y las piezas se combinan con un planteamiento escenográfico que quiere acercar al visitante a los diferentes espacios de producción donde se ha desarrollado la producción de tejidos estrechos. Así, el taller de pasamanería se ubica en unos bajos de una antigua casa del siglo XVIII (cosa que se evidencia con la reproducción de un antiguo taller en forma de imagen mural, inspirada en los dibujos de l’Encyclopédie de Diderot), el taller vetaire (que se emplaza en la buhardilla de una casa, por medio de una imagen que se inspira en un dibujo de Joan Vilanova), el taller de trenzados y la fábrica, combinan el lenguaje de exposición convencional con una ambientación escenografiada. Y esto se hace introduciendo diversos recursos museográficos: las imágenes murales, que nos dan falsas perspectivas simulando los espacios; el suelo de madera de los espacios productivos más antiguos, el mismo suelo de hormigón para los espacios más modernos; la iluminación (pantallas antiguas para los talleres, fluorescentes para la fábrica...); la reproducción de fachadas hecha con impresión texturada, la inclusión de un gran portal de fábrica, la reproducción de personajes a escala real sobre paneles retroiluminados, y el uso de atrezzo. Se trata de recursos que quieren aportar una ambientación sugestiva a los procesos industriales.
Además, la exposición se completa con dos audiovisuales que explican la evolución del mundo de la cintería desde tiempos antiguos hasta la actualidad, y con tres proyecciones que ilustran el funcionamiento de algunas máquinas expuestas.
Se hacen visitas guiadas todos los fines de semana y festivos a las 12 del mediodía.